# سيماس جالديكاس
سيماس جالديكاس (بالليتوانية: Simas Galdikas) مواليد 1987 في كلايبيدا، ليتوانيا، هو لاعب كرة سلة ليتواني. بدأ مسيرته الاحترافية في سنة 2006. يحمل الرقم 21.

## المسيرة الاحترافية
لعب مع نادي نبتونس لكرة السلة من سنة 2009 إلى 2012، ثم لعب مع نادي دنيبرو لكرة السلة في سنة 2012، ثم لعب مع نادي ليتكابليس لكرة السلة في سنة 2016.

## روابط خارجية
- سيماس جالديكاس على موقع الدوري الأوروبي لكرة السلة (الإنجليزية)
- سيماس جالديكاس على موقع كرة السلة الأوروبية.كوم (الإنجليزية)
- سيماس جالديكاس على موقع ريلجم (الإنجليزية)
- سيماس جالديكاس على موقع بروبوليرز (الإنجليزية)
- سيماس جالديكاس على موقع سبورتس رفرنس (الإنجليزية)